# 베르나르 드 트레믈레
베르나르 드 트레믈레(Bernard de Tremelay, ? ~ 1153년)는 성전기사단의 4번째 그랜드마스터이다.
쥐라 주(Jura) 생 클로드(Saint-Claude) 근처 트레믈레 성(Castle of Tramelay)에서 출생으로 17세기 절대 왕정 시대의 철학자이자 역사가인 샤를 뒤 프렌에 따르면 베르나르는 초대 그랜드마스터인 위그 드 파앵인지 아니면 다른 사람인지 모르는 성전의 주인인 위그를 상속하였다고 한다.
1151년 7월 바레스의 에버랏의 은퇴 후 프랑스로 돌아가자, 후임으로 선출되어 제2차 십자군에 합류하였다. 예루살렘 왕국의 왕 보두앵 3세는 그가 성전기사단을 위해 도시 가자(Gaza)를 허물고 새로짓고 싶다는 청을 들어주었다.
1153년 성전기사단은 아스칼론 포위전에 참가할 즈음 요새는 이집트의 수중하에 있었다. 성전기사들은 시즈타워를 만들어 아스칼론 안에 있는 이집트 병사들을 불태웠고 바람또한 불길이 요새의 벽을 허무는 데 도움을 주었다.
티레의 윌리엄에 따르면 성전기사들은 보두앵 3세와 재화와 자원을 나누고 싶지않았기에 왕의 말을 위반하고 돌격하여, 성전기사단원 40여명을 포함한 트레믈레의 베르나르는 후발대와 차이 벌어지면서 생포되었고, 결국 1153년 8월 16일 교수형을 당한 베르나르와 단원 40명의 몸은 성벽위에 전시되었고 머리는 술탄에게 보내졌다고한다.
그러나 대부분 근대사학자들에 따르면 티레의 말은 왜곡되었다고 주장하는데 지휘관이 선봉이 되어 돌격을 하는데 왜 병졸들이 따라오지 않느냐는 것이다. 물론 티레의 윌리엄에 따르면 방어적인 전술위주라고 해도 근거가 개운치 않다. 그리고 한 다마스쿠스의 연대기 작자는 아스칼론 포위전에서 십자군이 시즈타워를 이용한 화공법은 언급했지만 성전기사단에 관한 이야기는 나오지 않는다. 어떤 사람의 말을 믿어야 할지 모르겠지만 확실한 건 베르나르는 전사를 했다는 것이다.
베르나르가 죽고 난 뒤, 보두앵은 요새를 함락시키고 트레믈레의 베르나르 후임으로 위그 드 파앵과 함께 성전기사단을 조직한 몽바르의 앙드레(André de Montbard)가 선출되었다.
| 전임 바레스의 에버랏 | 성전기사단 역대 그랜드마스터 1151년 - 1153년 | 후임 몽바르의 앙드레 |